# Premier Division (1989/1990)
Premier Division (1989/1990) – był to 93. sezon szkockiej pierwszej klasy rozgrywkowej w piłce nożnej. Sezon rozpoczął się 12 sierpnia 1989, a zakończył się 5 maja 1990. Brało w niej udział 10 zespołów, które grały ze sobą systemem „każdy z każdym”. Tytuł mistrzowski obroniło Rangers, dla którego był to 40. tytuł mistrzowski w historii klubu. Tytuł króla strzelców zdobył John Robertson, który strzelił 17 bramek.

## Zasady rozgrywek
W rozgrywkach brało udział 10 drużyn, walczących o tytuł mistrza Szkocji w piłce nożnej. Każda z drużyn rozegrała po 4 mecze ze wszystkimi przeciwnikami (razem 36 spotkań).

## Drużyny
| Uczestnicy poprzedniej edycji                                                                                 | Uczestnicy poprzedniej edycji | Uczestnicy poprzedniej edycji | Uczestnicy poprzedniej edycji |
| --- | ----------------------------- | ----------------------------- | ----------------------------- |
| RAN | Rangers                       | 1                             |                               |
| ABR | Aberdeen                      | 2                             |                               |
| CEL | Celtic                        | 3                             |                               |
| DNU | Dundee United                 | 4                             |                               |
| HIB | Hibernian                     | 5                             |                               |
| HRT | Heart of Midlothian           | 6                             |                               |
| STM | St. Mirren                    | 7                             |                               |
| DNE | Dundee                        | 8                             |                               |
| MTH | Motherwell                    | 9                             |                               |
| Awans z Scottish First Division 1988/1989                                                                     |                               |                               |                               |
| DNF | Dunfermline Athletic          | 1                             |                               |
| Oznaczenia: - kolumna pierwsza – skróty nazw drużyn, - kolumna trzecia – miejsce zajęte w poprzednim sezonie. |                               |                               |                               |

## Stadiony
| Miasto      | Stadion             | Klub                 | Pojemność |
| ----------- | ------------------- | -------------------- | --------- |
| Aberdeen    | Pittodrie Stadium   | Aberdeen             | 20 866    |
| Dundee      | Dens Park           | Dundee               | 11 856    |
| Dundee      | Tannadice Park      | Dundee United        | 14 223    |
| Dunfermline | East End Park       | Dunfermline Athletic | 11 480    |
| Edynburg    | Tynecastle Stadium  | Heart of Midlothian  | 20 099    |
| Edynburg    | Easter Road Stadium | Hibernian            | 17 536    |
| Glasgow     | Celtic Park         | Celtic               | 80 000    |
| Glasgow     | Ibrox Stadium       | Rangers              | 80 000    |
| Motherwell  | Fir Park            | Motherwell           | 13 742    |
| Paisley     | St. Mirren Park     | St. Mirren           | 10 800    |

## Tabela końcowa
| Lp. | Drużyna              | M  | Z  | R  | P  | Bramki | Bramki | Różn. | Pkt | Uwagi                          |
| --- | -------------------- | -- | -- | -- | -- | ------ | ------ | ----- | --- | ------------------------------ |
| 1   | Rangers (M)          | 36 | 20 | 11 | 5  | 48     | 19     | +29   | 51  | Puchar Europy • 1R             |
| 2   | Aberdeen (P)         | 36 | 17 | 10 | 9  | 56     | 33     | +23   | 44  | Puchar Zdobywców Pucharów • 1R |
| 3   | Heart of Midlothian  | 36 | 16 | 12 | 8  | 54     | 35     | +19   | 44  | Puchar UEFA • 1R               |
| 4   | Dundee United        | 36 | 11 | 13 | 12 | 36     | 39     | −3    | 35  | Puchar UEFA • 1R               |
| 5   | Celtic               | 36 | 10 | 14 | 12 | 37     | 37     | 0     | 34  |                                |
| 6   | Motherwell           | 36 | 11 | 12 | 13 | 43     | 47     | −4    | 34  |                                |
| 7   | Hibernian            | 36 | 12 | 10 | 14 | 34     | 41     | −7    | 34  |                                |
| 8   | Dunfermline Athletic | 36 | 11 | 8  | 17 | 37     | 50     | −13   | 30  |                                |
| 9   | St. Mirren           | 36 | 10 | 10 | 16 | 28     | 48     | −20   | 30  |                                |
| 10  | Dundee (S)           | 36 | 5  | 14 | 17 | 41     | 65     | −24   | 24  | Spadek do First Division       |

## Wyniki spotkań

### Mecze 1–18
| Gospodarz \ Gość     | ABR | CEL | DNE | DNU | DNF | HRT | HIB | MTH | RAN | STM |
| Aberdeen             |     | 1:1 | 1:0 | 2:0 | 2:1 | 1:3 | 1:0 | 1:0 | 1:0 | 5:0 |
| Celtic               | 1:0 |     | 4:1 | 0:1 | 1:0 | 2:1 | 3:1 | 1:1 | 1:1 | 1:1 |
| Dundee               | 1:1 | 1:3 |     | 4:3 | 1:2 | 2:2 | 2:1 | 2:1 | 0:2 | 3:3 |
| Dundee United        | 2:0 | 2:2 | 0:0 |     | 2:1 | 2:1 | 1:0 | 1:1 | 1:1 | 0:0 |
| Dunfermline Athletic | 0:3 | 2:0 | 2:1 | 1:1 |     | 0:2 | 0:0 | 1:1 | 1:1 | 5:1 |
| Heart of Midlothian  | 1:1 | 1:3 | 6:3 | 1:1 | 1:2 |     | 1:0 | 3:0 | 1:2 | 4:0 |
| Hibernian            | 0:3 | 0:3 | 3:2 | 2:0 | 2:2 | 1:1 |     | 3:2 | 2:0 | 3:1 |
| Motherwell           | 0:0 | 0:0 | 3:0 | 3:2 | 1:1 | 1:3 | 0:2 |     | 1:0 | 3:1 |
| Rangers              | 1:0 | 1:0 | 2:2 | 2:1 | 3:0 | 1:0 | 3:0 | 3:0 |     | 0:1 |
| St. Mirren           | 0:2 | 1:0 | 3:2 | 1:0 | 2:0 | 1:2 | 0:0 | 2:2 | 0:2 |     |

Źródło: SPFL.co.uk
Objaśnienia:
1Drużyna gospodarzy jest wymieniona po lewej stronie tabeli.
Kolory: zielony – zwycięstwo gospodarzy, żółty – remis, różowy – zwycięstwo gości.

### Mecze 19–36
| Gospodarz \ Gość     | ABR | CEL | DNE | DNU | DNF | HRT | HIB | MTH | RAN | STM |
| Aberdeen             |     | 1:1 | 5:2 | 1:0 | 4:1 | 2:2 | 1:2 | 2:0 | 0:0 | 2:0 |
| Celtic               | 1:3 |     | 1:1 | 3:0 | 0:2 | 1:1 | 1:1 | 0:1 | 0:1 | 0:3 |
| Dundee               | 1:1 | 0:0 |     | 1:1 | 1:0 | 0:1 | 2:0 | 1:2 | 2:2 | 1:2 |
| Dundee United        | 1:1 | 2:0 | 1:2 |     | 1:0 | 1:1 | 1:0 | 1:1 | 0:1 | 2:0 |
| Dunfermline Athletic | 2:4 | 0:0 | 1:0 | 0:1 |     | 0:1 | 1:1 | 0:5 | 0:1 | 1:0 |
| Heart of Midlothian  | 1:0 | 0:0 | 0:0 | 3:2 | 0:2 |     | 2:0 | 2:0 | 1:1 | 0:0 |
| Hibernian            | 3:2 | 1:0 | 1:1 | 0:0 | 2:1 | 1:2 |     | 1:2 | 0:0 | 0:1 |
| Motherwell           | 2:2 | 1:1 | 3:1 | 0:1 | 1:3 | 0:3 | 1:0 |     | 1:1 | 2:0 |
| Rangers              | 2:0 | 3:0 | 3:0 | 3:1 | 2:0 | 0:0 | 0:1 | 2:1 |     | 1:0 |
| St. Mirren           | 1:0 | 0:2 | 0:0 | 0:0 | 1:2 | 2:0 | 0:1 | 0:0 | 0:0 |     |

Źródło: SPFL.co.uk
Objaśnienia:
1Drużyna gospodarzy jest wymieniona po lewej stronie tabeli.
Kolory: zielony – zwycięstwo gospodarzy, żółty – remis, różowy – zwycięstwo gości.